# نسيم جاعون
نسيم جاعون (من مواليد 1922 ، الخرطوم، السودان) هو سوداني «يهودي تركي» من أصل سويسري نائب رئيس المؤتمر اليهودي العالمي ، ورئيس «اتحاد السفارديين في العالم» (بالإنجليزية: World Sephardi Federation)‏، ورئيس مجلس الحكام في جامعة بن غوريون في إسرائيل. والمؤسس والممول الذي أنشأ شركة نوجا عالم الأعمال، كان بارزا جدا في الشؤون اليهودية، بصفته رئيس الاتحاد منذ عام 1971 . وهو ممول وباني كنيس هاكال هنيس (بالإنجليزية: Hekhal Haness Synagogue)‏ في جنيف.